# Harnisk
Harnisk er en rustning lavet af metal til at beskytte bæreren mod stik, hug og skud. Indtil omkring 1200-tallet er betegnelsen blevet brugt på kontinentet om en ridders fulde udstyr, men er siden kun brugt om rustningen, specielt kyras på overkroppen, hvilket var den mest almindelige form for rustning fra 1500-tallet, især for svært bevæbnede kavalerister, kaldet kyrassérer. Sådanne rustninger bæres stadig som paradeuniform af visse kavalerikorps.
Ordet stammer fra det norrøne ord "hernest", som normannerne bragte ind i det franske sprog som "harnois", hvorfra ordet blev optaget i tysk som "harnisch" og derfra blev optaget i dansk.